# Country Music Association
Hudební organizace Country Music Association (CMA) byla založena v roce 1958 ve městě Nashville ve státě Tennessee. Původně se skládala pouze z 233 členů a byla první obchodní organizací vytvořenou za účelem propagace hudebního žánru. Cíle organizace jsou pomáhat a zlepšovat rozvoj country hudby po celém světě; prezentovat ji jako životaschopné medium jak pro inzerenty, tak pro spotřebitele i média; a snažit se sjednotit cíle celého průmyslu okolo country hudby. Avšak fanouškům country hudby může být CMA nejvíce známa díky jejím každoročním živým televizním vysíláním Country Music Association Awards (obvykle v říjnu nebo listopadu).
Původní složení představenstva CMA sestávalo z devíti ředitelů a pěti referentů. Prvním předsedou představenstva CMA byl Wesley Rose, prezident Acuff-Rose Publishing, Inc.. Mediální magnát a vedoucí pracovník Connie B. Gay pak stal zakládajícím prezidentem.
Původní počet členských kategorií byl devět. V současné době je těchto kategorií 15 a reprezentují všechny aspekty hudebního průmyslu.
Dostupné je také členství pro organizace. Členové CMA jsou osoby a organizace, jež jsou přímo zapojeny do průmyslu okolo country hudby.
První CMA Awards ceremoniál se uskutečnil v roce 1967 v Nashvillu. Moderátory večera byli Sonny James a Bobbie Gentry a událost nebyla vysílána v televizi. Vítězem v kategorii "Entertainer of the Year" se stal zpěvák Eddy Arnold. Cenu pro "Male Vocalist of the Year" obdržel Jack Greene a "Female Vocalist of the Year" se stala Loretta Lynnová.
V roce 1968 byli moderátory ceremoniálu Roy Rogers a Dale Evans a událost se konala v Ryman Auditorium v Nashvillu. O pár týdnů později pak byl celý ceremoniál vysílán na stanici NBC. První živé vysílání proběhlo již v následujícím roce – 1969.
V roce 1973 se stal prvním československým členem asociace Jiří Brabec.
Každoroční ocenění jsou udílena ve dvanácti následujících kategoriích: Entertainer of the Year, Male Vocalist, Female Vocalist, New Artist of the Year (původně Horizon Award), Vocal Group, Vocal Duo, Single, Album, Song, Music Event, Music Video and Musician.
CMA uděluje každoročně také "CMA Broadcast Award", která je určena pro country zaměřené rozhlasové stanice. Broadcast Awards jsou rozděleny podle velikosti tržního podílu. Žádná stanice nemůže získat ocenění dvakrát po sobě v následujících letech.